# 3-й меридіан західної довготи
3-й меридіан західної довготи — лінія довготи, що лежить на 3 градуси західніше Гринвіцького меридіана. Вона проходить від Північного полюса через Північний Льодовитий океан, Атлантичний океан, Європу, Африку, Південний океан та Антарктиду до Південного полюса.
3-й меридіан західної довготи формує велике коло разом із 177-мим меридіаном східної довготи.

## Список географічних об'єктів, що перетинає 3° зх. д.
Починаючи на Північному полюсі та рухаючись до Південного полюса, 3-й меридіан західної довготи проходить через:
| Координати                                               | Країна, територія або море | Примітки                                                                                         |
| -------------------------------------------------------- | -------------------------- | ------------------------------------------------------------------------------------------------ |
| 90°0′ пн. ш. 3°0′ зх. д. / 90.000° пн. ш. 3.000° зх. д.  | Північний Льодовитий океан |                                                                                                  |
| 81°49′ пн. ш. 3°0′ зх. д. / 81.817° пн. ш. 3.000° зх. д. | Атлантичний океан          |                                                                                                  |
| 59°20′ пн. ш. 3°0′ зх. д. / 59.333° пн. ш. 3.000° зх. д. | Велика Британія            | Шотландія — проходить через острів Вестрей[en]                                                   |
| 59°16′ пн. ш. 3°0′ зх. д. / 59.267° пн. ш. 3.000° зх. д. | Атлантичний океан          | Затока Вестрей-Ферт                                                                              |
| 59°11′ пн. ш. 3°0′ зх. д. / 59.183° пн. ш. 3.000° зх. д. | Велика Британія            | Шотландія — проходить через острови Раузі[en] та Вайр[en]                                        |
| 59°7′ пн. ш. 3°0′ зх. д. / 59.117° пн. ш. 3.000° зх. д.  | Північне море              | Затока Вестрей-Ферт                                                                              |
| 59°11′ пн. ш. 3°0′ зх. д. / 59.183° пн. ш. 3.000° зх. д. | Велика Британія            | Шотландія — проходить через острів Мейнленд                                                      |
| 58°57′ пн. ш. 3°0′ зх. д. / 58.950° пн. ш. 3.000° зх. д. | Скапа-Флоу                 |                                                                                                  |
| 58°49′ пн. ш. 3°0′ зх. д. / 58.817° пн. ш. 3.000° зх. д. | Велика Британія            | Шотландія — проходить через острів Саунд-Роналдсі[en]                                            |
| 58°48′ пн. ш. 3°0′ зх. д. / 58.800° пн. ш. 3.000° зх. д. | Північне море              |                                                                                                  |
| 57°40′ пн. ш. 3°0′ зх. д. / 57.667° пн. ш. 3.000° зх. д. | Велика Британія            | Шотландія — проходить через Данді                                                                |
| 56°12′ пн. ш. 3°0′ зх. д. / 56.200° пн. ш. 3.000° зх. д. | Ферт-оф-Форт               |                                                                                                  |
| 55°57′ пн. ш. 3°0′ зх. д. / 55.950° пн. ш. 3.000° зх. д. | Велика Британія            | Шотландія — проходить східніше Единбурга Англія                                                  |
| 54°9′ пн. ш. 3°0′ зх. д. / 54.150° пн. ш. 3.000° зх. д.  | Ірландське море            | Затока Моркам-Бей[en]                                                                            |
| 53°56′ пн. ш. 3°0′ зх. д. / 53.933° пн. ш. 3.000° зх. д. | Велика Британія            | Англія — проходить західніше Ліверпуля Уельс Англія Уельс Англія Уельс Англія Уельс Англія Уельс |
| 51°32′ пн. ш. 3°0′ зх. д. / 51.533° пн. ш. 3.000° зх. д. | Бристольська затока        |                                                                                                  |
| 51°20′ пн. ш. 3°0′ зх. д. / 51.333° пн. ш. 3.000° зх. д. | Велика Британія            | Англія                                                                                           |
| 50°42′ пн. ш. 3°0′ зх. д. / 50.700° пн. ш. 3.000° зх. д. | Ла-Манш                    |                                                                                                  |
| 48°46′ пн. ш. 3°0′ зх. д. / 48.767° пн. ш. 3.000° зх. д. | Франція                    |                                                                                                  |
| 47°34′ пн. ш. 3°0′ зх. д. / 47.567° пн. ш. 3.000° зх. д. | Атлантичний океан          | Біскайська затока — проходить східніше острова Бель-Іль, Франція                                 |
| 43°23′ пн. ш. 3°0′ зх. д. / 43.383° пн. ш. 3.000° зх. д. | Іспанія                    | Проходить західніше Більбао                                                                      |
| 36°45′ пн. ш. 3°0′ зх. д. / 36.750° пн. ш. 3.000° зх. д. | Середземне море            | Море Альборан — проходить східніше острова Альборан, Іспанія                                     |
| 35°25′ пн. ш. 3°0′ зх. д. / 35.417° пн. ш. 3.000° зх. д. | Марокко                    | Проходить західніше ексклава Мелілья, Іспанія                                                    |
| 31°45′ пн. ш. 3°0′ зх. д. / 31.750° пн. ш. 3.000° зх. д. | Алжир                      |                                                                                                  |
| 23°51′ пн. ш. 3°0′ зх. д. / 23.850° пн. ш. 3.000° зх. д. | Малі                       | Проходить через Тімбукту                                                                         |
| 13°40′ пн. ш. 3°0′ зх. д. / 13.667° пн. ш. 3.000° зх. д. | Буркіна-Фасо               |                                                                                                  |
| 9°43′ пн. ш. 3°0′ зх. д. / 9.717° пн. ш. 3.000° зх. д.   | Кот-д'Івуар                |                                                                                                  |
| 7°10′ пн. ш. 3°0′ зх. д. / 7.167° пн. ш. 3.000° зх. д.   | Гана                       |                                                                                                  |
| 5°42′ пн. ш. 3°0′ зх. д. / 5.700° пн. ш. 3.000° зх. д.   | Кот-д'Івуар                |                                                                                                  |
| 5°6′ пн. ш. 3°0′ зх. д. / 5.100° пн. ш. 3.000° зх. д.    | Гана                       |                                                                                                  |
| 5°4′ пн. ш. 3°0′ зх. д. / 5.067° пн. ш. 3.000° зх. д.    | Атлантичний океан          |                                                                                                  |
| 60°0′ пд. ш. 3°0′ зх. д. / 60.000° пд. ш. 3.000° зх. д.  | Південний океан            |                                                                                                  |
| 70°18′ пд. ш. 3°0′ зх. д. / 70.300° пд. ш. 3.000° зх. д. | Антарктида                 | Проходить через Землю Королеви Мод (претендує Норвегія)                                          |